# (34424) Utashima
2000 SA21 (asteroide 34424) é um asteroide da cintura principal. Possui uma excentricidade de 0.10309200 e uma inclinação de 9.44566º.
Este asteroide foi descoberto no dia 24 de setembro de 2000 por BATTeRS em Bisei SG Center.